# ジャン＝ドニ・アティレ

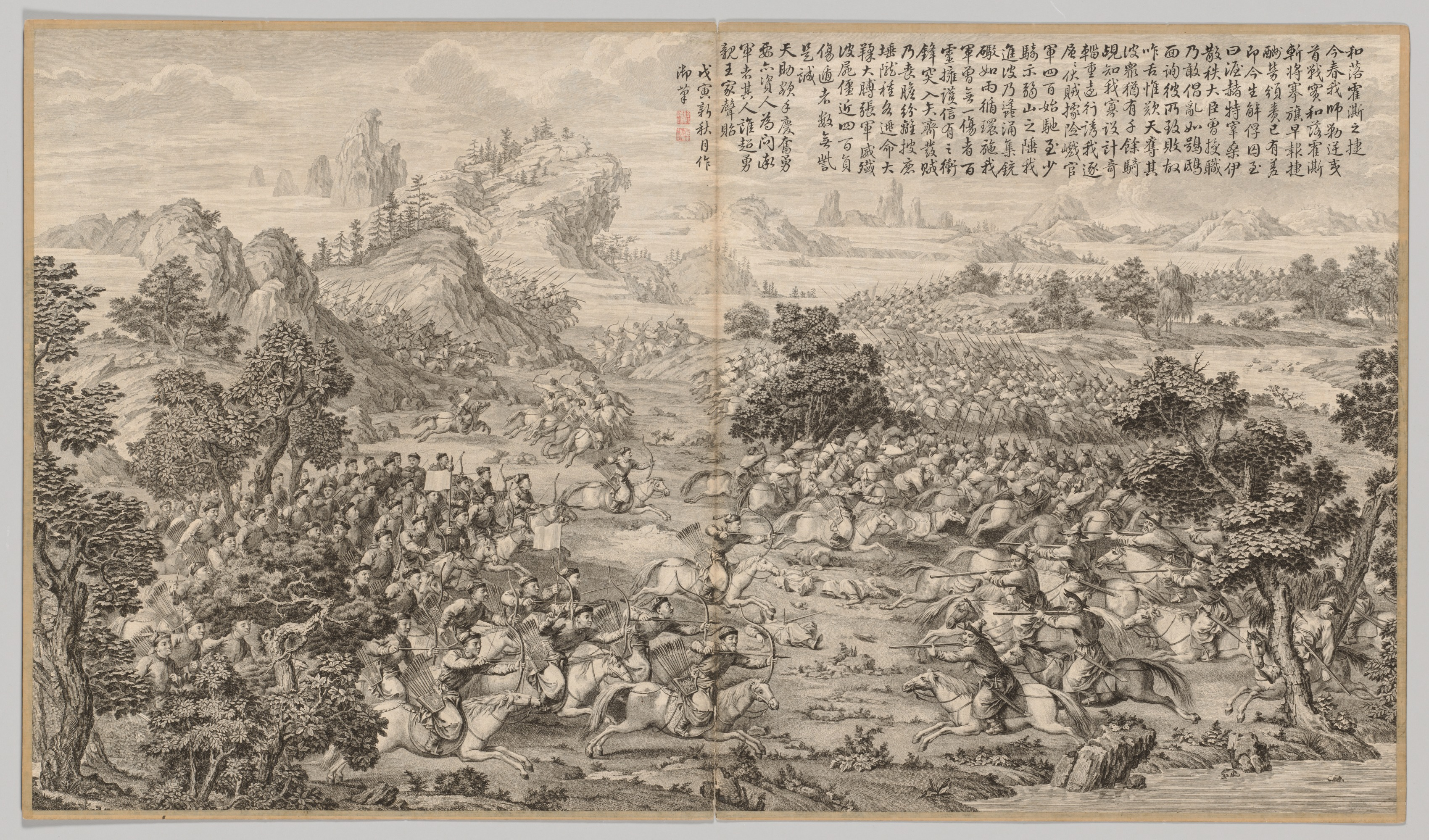
銅版画『平定西域戦図』より「和落霍澌之捷」

ジャン＝ドニ・アティレ（Jean-Denis Attiret、1702年7月31日 - 1768年12月8日）は、フランス人のイエズス会宣教師、画家。ジュゼッペ・カスティリオーネらとともに、清の乾隆帝の宮廷画家として活躍した。中国名は王致誠(Wáng Zhìchéng)。

## 略歴

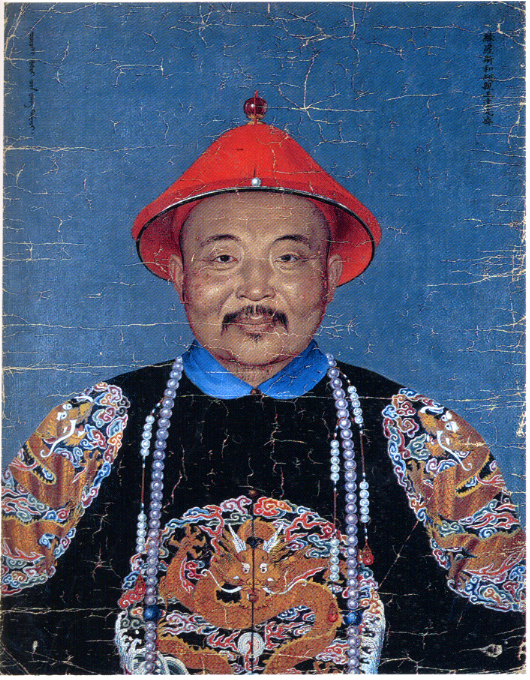
ジュンガル帝国最後の君主ダワチの肖像

アティレは、ジュラ県ドルで生まれ、ローマで絵を学んだ。その後アヴィニョンのイエズス会に入会した。カスティリオーネと同様、アティレも司祭ではなく修士だった。
中国にいるフランス人宣教師が画家を求めていたため、それに応じて1737年ごろ北京に入った。
1760年、乾隆帝は清・ジュンガル戦争の勝利を主題にした16枚の連作画を作らせた。乾隆帝はまたその絵を銅版画にすることを決定し、カスティリオーネ・アティレら4人の西洋人に下絵を描かせ、フランスに送って銅版画を作らせた。アティレは銅版画の完成を見ることなく1768年に北京で没した。
絵のほかに、1743年に円明園に関する報告を書いている。
- A Particular Account of the Emperor of China's Gardens near Pekin. London. (1752)（英訳）

## アティレを題材にした作品
フランスと中国の共同製作で『背徳と貴婦人』（原題：画框里的女人、Le portrait interdit）という映画が作られた（シャルル・ド・モー監督）。アティレによる乾隆帝の継皇后ウラナラ氏の肖像画を主題にしている。ファン・ビンビンがウラナラ氏を、メルヴィル・プポーがアティレを演じた。2015年に中国とフランスで同時上映予定と報道されていたが、2018年現在中国では上映されていない。フランスでは2017年12月20日に上映された。